# Callipogon relictus
Espèce
Callipogon relictus est une espèce d'insectes coléoptères capricornes. L'imago mesure entre 58 et 108 mm.